# Christina Singer
Christina Singer (* 27. Juli 1968 in Göppingen) ist eine ehemalige deutsche Tennisspielerin.
Die Tochter des ehemaligen Handball-Nationalspielers und Weltmeisters von 1955, Horst Singer, begann ihre Profi-Karriere nach dem Abitur. Am 11. September 1995 erreichte sie mit Position 41 ihre höchste Platzierung in der Einzel-Weltrangliste, während sie in der Doppel-Wertung mit dem 44. Platz vom 8. Juli 1996 die höchste Einstufung erreichen konnte.
Als bestes Resultat bei den Grand-Slam-Turnieren erreichte Christina Singer zweimal die 3. Runde. In Wimbledon 1995 unterlag sie der US-Amerikanerin Lindsay Davenport mit 7:6, 3:6, 2:6. Bei den US Open 1993 verlor sie gegen Nathalie Tauziat mit 3:6, 2:6.